# فوتبال خیابانی

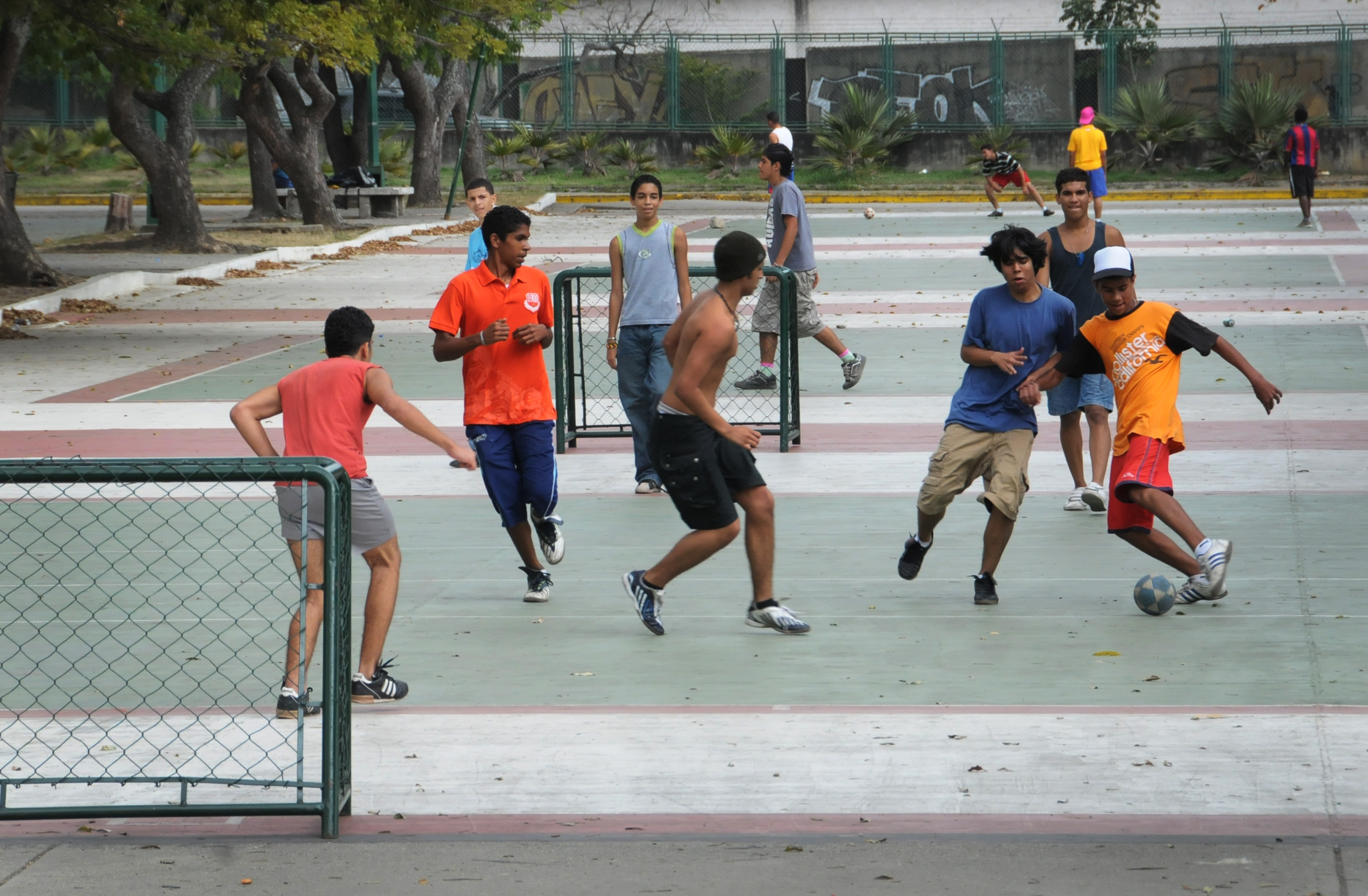
فوتبال خیابانی در ونزوئلا.

فوتبال خیابانی یا فوتبال خیابونی، یکی از انواع فوتبال است. این بازی غیررسمی است و لزومی به برقراری برخی از قوانین فوتبال مانند بزرگی زمین فوتبال، نشانه‌گذاری، پرچم نقطهٔ ضربه کرنر، وجود یازده‌نفر و حداقل هفت‌نفر در زمین و داور و کمک‌داورها ندارد اما شرایطی مثل مساوی بودن تعداد نفرات هر دو تیم وجود دو دروازه لازم است.
فوتبال مدرسه‌ای هم جزو آنهاست.